# Дмитриева, Марина Авенировна
Марина Авенировна Дмитриева (род. 1 апреля 1959 года, Саратов, РСФСР, СССР) — российский политический деятель. Председатель Ивановской областной думы с 21 сентября 2018 года.

## Биография
В 1976 году окончила ивановскую школу № 1 и поступила на филологический факультет ИвГУ. В 1981 году защитнила диплом по специальности «Филолог. Преподаватель». Трудовую деятельность начала в городской школе № 21. Затем работала преподавателем кафедры иностранных языков Ивановского текстильного института.
В 1985—2008 годах — Дмитриева занимала должность старшего преподавателя и доцента кафедры русской словесности и культурологии Ивановского государственного университета, начальника отдела мониторинга качества образования ИвГУ. В 2004 году защитила кандидатскую диссертацию. Автор более 80 научно-методических работ по проблемам развития образования.
В 2008 году назначена ректором автономного учреждения «Институт развития образования Ивановской области».
С 2016 по 2018 год являлась председателем региональной Общественной палаты Ивановской области.
9 сентября 2018 года на выборах депутатов Ивановской областной Думы избрана по единому областному избирательному округу в составе списка кандидатов, представленных региональным отделением Всероссийской политической партии «Единая Россия» (на выборах шла под третьим номером).
21 сентября 2018 года была избрана новым председателем палаты вместо ушедшего в Совет Федерации Виктора Смирнова. Дмитриева стала первой женщиной, возглавившей областную Думу.

## Семья
Марина Дмитриева замужем. У неё есть взрослая дочь.